# 佐藤直良
佐藤 直良（さとう なおよし、1952年9月15日 - ）は、日本の官僚。国土交通省河川局長、技監、国土交通事務次官を歴任。退官後先端建設技術センター理事長。

## 人物・経歴
神奈川県横浜市出身。聖光学院中学校・高等学校を経て、1975年東京工業大学（のちの東京科学大学）工学部土木工学科卒業、1977年3月同大学大学院理工学研究科土木工学専攻修士課程修了、同年4月建設省入省。関東地方整備局荒川上流工事事務所長、四国地方整備局河川部長等を歴任。
1987年建設省大臣官房技術調査官、1994年建設省河川局計画課河川計画専門官、2002年独立行政法人水資源機構経営企画部部長。
2005年に国土交通省大臣官房技術調査課長、2006年に国土交通省大臣官房技術審議官、2008年に国土交通省中部地方整備局長。
2009年に国土交通省河川局長に就任。2010年土木学会理事。京都大学経営管理大学院国土マネジメント客員講座客員教授も務めた。
2011年から、国土交通省で技監を務め、2012年に国土交通事務次官に就任した。2013年に佐藤は次官を退任し、後任には国土交通審議官の増田優一が昇格した。
同年国土交通省顧問及び日本大学客員教授に就任。2014年に退官し、一般財団法人日本建設情報総合センター顧問に就任。2016年に新設された公益社団法人雨水貯留浸透技術協会会長に就任。2017年6月13日先端建設技術センター理事長に就任。2023年先端建設技術センター顧問。
日本発破・破砕協会特別顧問、建設業技術者センター理事長、建設広報協会副会長なども務めた。令和5年度土木学会賞功績賞受賞。
2025年（令和7年）春の叙勲で瑞宝重光章を受章した。